# Соколенко Валерій Васильович
Валерій Васильович Соколенко (нар. 21 червня 1982, Чернігів, УРСР) — український футболіст, захисник.

## Кар'єра гравця
Вихованець чернігівського й київського футболу. Виступав за «Освіту» (Боярка), бориспільський «Борисфен» й «Енергетик» (Бурштин). У сезоні 2006/07 років захищав кольори польського клубу «Гурник» (Ленчна). У 2007 році грав за чернігівську «Десну», зіграв 3 гри й відзначився 1 голом у ворота ЦСКА (Київ), 27 грудня 2007 року залишив клуб. У січні 2008 року перейшов у «Полонію» (Битом), з кою підписав 1,5-річний контракт.
19 червня 2009 року перейшов у німецький клуб «Енергі» з Котбуса. Підписав контракт з «Енергі» до 2011 року. Валерій отримав у новій команді футболку з номером 3. Дебютував за «Енергі» 9 серпня 2009 року наприкінці поєдинку проти «Аугсбургу». 25 вересня 2009 року в поєдинку проти «Франкфурта» відіграв усі 90 хвилин. У Другій Бундеслізі зіграв 4 матчі та відзначився 1 голом.
13 лютого 2011 року підписав контракт з одеським «Чорноморцем», угода розрахована на 2,5 року. У грудні 2011 року розірвав контракт з «Чорноморцем». З 2012 року грає за корюківський «Авангард», який виступає в чемпіонаті Чернігівської області. У 2014 році залишив розташування корюківського колективу й повернувся до Польщі.

## Особисте життя
З 2010 року одружений з Ольгою Соколенко, українською гравчинею (виступала за жіночі футбольні клуби «ЦПОР-Донеччанка» та «Легенда» (Чернігів)).